# تيوتابود
تيوتابود "Teutobod" أو "Theudobod" كان ملكاً من ملوك إحدى القبائل الألمانية، وهي قبيلة تعيش جنباً إلى جنب مع جبوش السمبريون التي غزت الجمهورية الرومانية في حرب سيمبراين، وانتصرت انتصاراً كبيراً في معركة أراسيو عام 105 قبل الميلاد، وقد تم إلقاء القبض عليه في معركة أكوي سيكستا في عام 102 قبل الميلاد.
فقد هاجر التيوتونز من ديارهم الأصلية في جنوب الدول الإسكندنافية وعلى شبه جزيرة جوتلاند من الدنمارك وجنوباً من وادي الدانوب وجنوب بلاد الغال وشمال إيطاليا أواخر القرن الثاني قبل الميلاد جنباً إلى جنب مع حلفاءهم من السمبريين.